# Alfredo Martínez Moreno
Alfredo Martínez Moreno (1 de septiembre de 1923–2 de octubre de 2021) fue un abogado, diplomático y escritor salvadoreño. Fue director emérito de la Academia Salvadoreña de la Lengua y ostentó el cargo de presidente de la Corte Suprema de Justicia. 

## Trayectoria profesional
Obtuvo el grado de Doctor en Jurisprudencia y Ciencias Sociales de la Universidad de El Salvador. En 1948 fue nombrado subdirector de organismos internacionales por el canciller Miguel Urquilla. Posteriormente fue delegado en las Naciones Unidas, donde defendió la autonomía del Tíbet frente a la invasión china. También presidió la Segunda Comisión de la Conferencia sobre los Fondos Marinos que preparaba la agenda para la Conferencia sobre Derecho del Mar.
En Centroamérica participó en varias gestiones que fomentaban la integración regional. En 1967 ostentó el cargo de ministro de Relaciones Exteriores, y el año siguiente el de presidente de la Corte Suprema de Justicia.
Martínez Moreno presidió la Academia Salvadoreña de la Lengua por treinta y siete años, siendo relevado en el cargo por David Escobar Galindo en 2006, Miembro Correspondiente de la Real Academia Española y directivo del Instituto Salvadoreño de Cultura Hispánica. Entre sus obras se encuentran: Semblanzas y remembranzas, Con media toga, Cuentos semihistóricos y legendarios, el opúsculo Maupassant, el drama de una vida y el esplendor de una obra, y Figuras universales.